# جون برادلي
جون برادلي (بالإنجليزية: John Bradley-West)‏ (و. 1988 – م) هو ممثل من المملكة المتحدة. ولد في مانشستر. مثل شخصية سامويل تارلي في مسلسل لعبة العروش.

## روابط خارجية
- جون برادلي على موقع IMDb (الإنجليزية)
- جون برادلي على موقع روتن توميتوز (الإنجليزية)
- جون برادلي على موقع قاعدة بيانات الأفلام العربية
- جون برادلي على موقع ألو سيني (الفرنسية)
- جون برادلي على موقع أول موفي (الإنجليزية)
- جون برادلي على موقع قاعدة بيانات الفيلم (الإنجليزية)
- جون برادلي على موقع كينوبويسك (الروسية)